# Districte d'Orange Walk
El districte d'Orange Walk és un dels sis districtes en què es divideix el territori de Belize. La seva capital és la vila d'Orange Walk Town.

## Principals assentaments
Els pobles més importants del districte d'Orange Walk són: August Pine Ridge, Blue Creek Village, Carmelita, Esperanza, Indian Church, Guinea Grass Town, Little Bermudian Landing, Piedregal, Ramonal, Rancho, Rejolla, San Antonio, San Carlos, San Esteban, San Felipe, San José, San Juan Bank, San Lázaro, San Pablo, San Román, Santa Cruz, Shipyard, Trial Farm, Trinidad, Vaqueros, Wamil, Warrie Camp, Xcanha i Yo Creek. El districte d'Orange Walk té també al seu territori les antigues ruïnes maies de Lamanai i una reserva natural privada.

## Economia
La regió d'Orange Walk és el segon districte més gran del país. La capital de la zona és la ciutat d'Orange Walk, també coneguda pels locals com a “ciutat del sucre”. La comarca és llar de maies mestísos, descendents dels refugiats mexicans que van fugir en 1840 de la Guerra de Castes. L'activitat econòmica principal del districte és l'agricultura, sent la canya de sucre la seva collita primària. Això està sent reemplaçat lentament per una combinació de collites alternatives tals com patata, ceba i soja, mentre que en el sud emergeix la indústria del turisme.

## Demografia
D'acord amb les dades del cens de l'any 2010, vivien en el districte 44,804 habitants, dels quals 34,616 eren d'origen hispanoamericà que representen el 77,3% de la població.